# Banco do Estado de São Paulo
O Banco do Estado de São Paulo (Banespa) foi um banco brasileiro que servia o Estado de São Paulo. É originário do Banco de Crédito Hipotecário e Agrícola do Estado de São Paulo (BCHASP), que foi fundado em 1909.
Foi privatizado em 2000 para o Grupo Santander. 

## Histórico

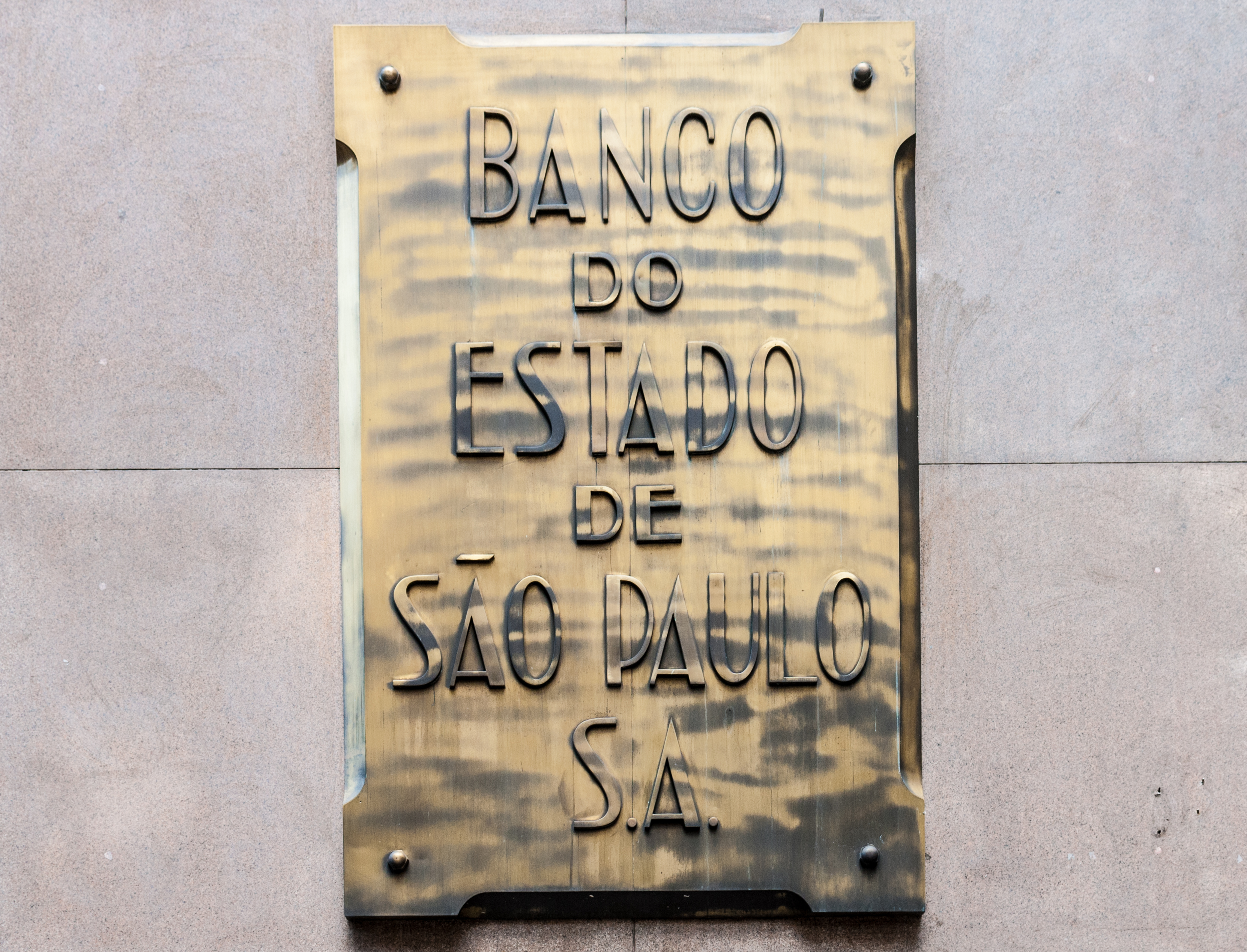
Placa na entrada do banco

### Fundação.
Fundado em 14 de junho de 1909, o Banco de Crédito Hipotecário e Agrícola do Estado de São Paulo teve sua origem na iniciativa do então presidente do estado de São Paulo, Jorge Tibiriçá. Cinco anos depois, essas vantagens são estendidas e, por iniciativa do Secretário da Fazenda, Olavo Egydio de Sousa Aranha, o banco é criado com 75% de seu capitão para acionistas franceses e o governo estadual com o privilégio de nomear o diretor-fiscal.[carece de fontes?] Em 4 de novembro de 1926, realiza-se a Assembleia Geral de Acionistas onde é aprovada a mudança do nome da instituição para Banco do Estado de São Paulo.
Com a diretoria eleita por quatro anos sob o presidente Altino Arantes Marques, o banco passa por um período de expansão com aumento de empréstimos hipotecários e penhores agrícolas, até a Crise de 1929 onde foram adotadas medidas de contenção de gastos e seleção de recursos.[carece de fontes?]

### Crescimento nasegunda repúblicaeestado novo.
Com a Revolução de 1930, o governo paulista passa a emitir sua própria moeda que é distribuída pelo Banespa; que após a revolução é reconhecido pelo Banco do Brasil e pode ser trocado pela moeda nacional.[carece de fontes?]

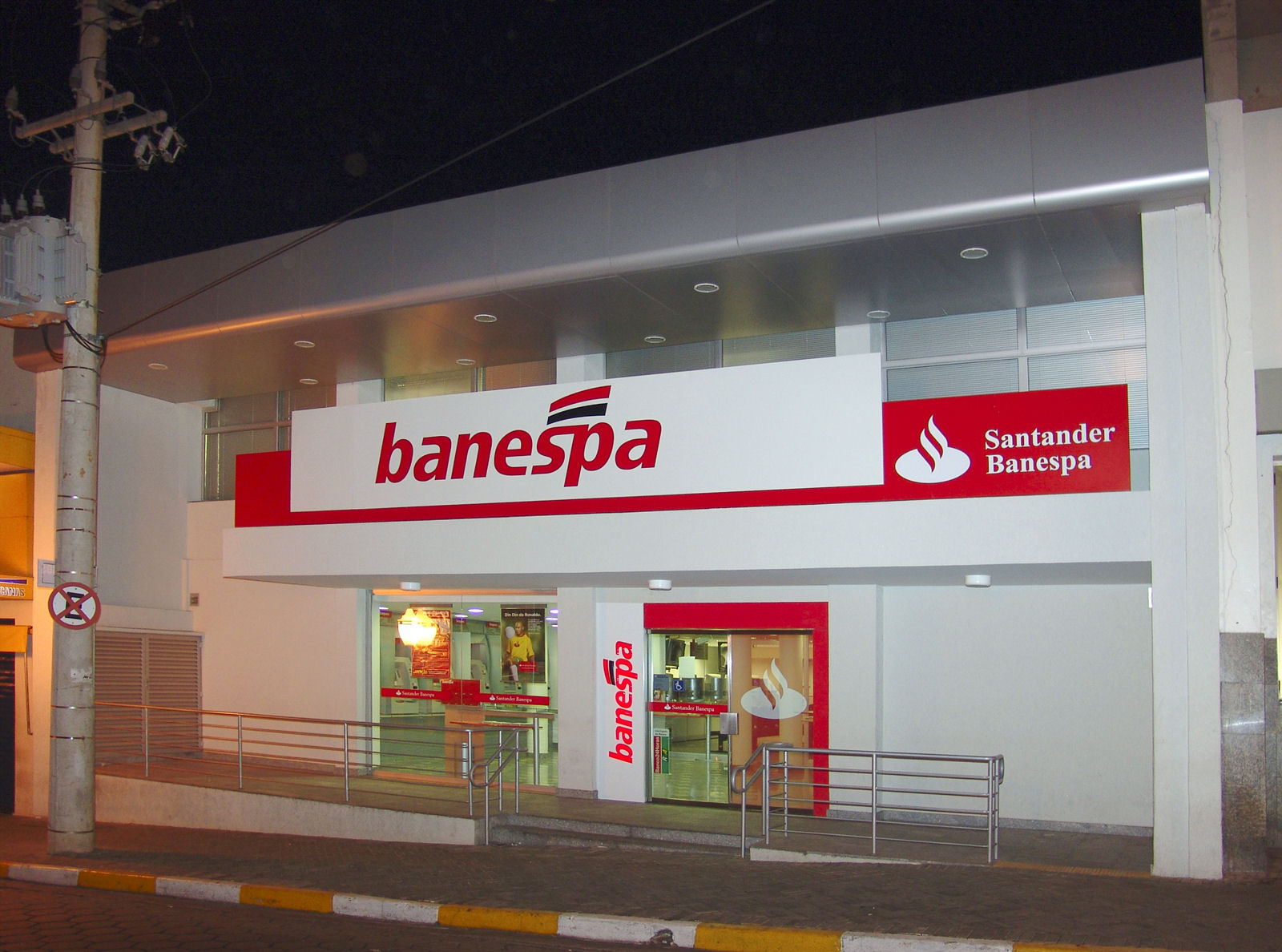
Agência do Banespa (na época como uma marca em que estava nas mãos do Santander) em Avaré, no interior de São Paulo.

Contando com 65 agências no estado em 1935, e a inauguração da primeira agência fora de São Paulo em Campo Grande (Mato Grosso do Sul), a diretoria planeja a construção do Edifício Altino Arantes para ser sua nova sede.[carece de fontes?]
Na Década de 1940, o Banespa obtém a exclusividade de arrecadação do Tesouro do estado e do pagamento das verbas orçamentárias.[carece de fontes?] Com prioridade nas lavouras do estado, o banco público de fomento era submetido aos mesmos regulamentos e normas de bancos privados de depósitos e descontos.[carece de fontes?]

### Período populista.
O Banespa financiava 80% da produção cinematográfica brasileira, tornando-se proprietário da Companhia Cinematográfica Vera Cruz em 1954. Integrando financiamentos do Governo Juscelino Kubitschek em eletrificação, transportes urbanos, viação aérea e ferrovias até 1962.

### Ditadura militar.
A Reforma Financeira limitou a concessão de Carta-patente para o funcionamento de novas agências. Visando ampliar sua rede, o Banespa incorpora o Banco Cordeiro (Rio de Janeiro), o Banco do Pará, o Banco de Crédito Pessoal, o Banco Nacional da Lavoura de do Comércio (SP) e o Banco de São Paulo.[carece de fontes?]
O Banco se torna uma Empresa de capital aberto e consolida o conglomerado composto pelo banco, corretora de câmbio, crédito financeiro, distribuidora de títulos mobiliários, turismo e corretora de seguros.[carece de fontes?]
No anos de 1974, inicia a construção do Núcleo de Serviços Banespa - NASBE, no bairro de Pirituba, São Paulo.[carece de fontes?]
A partir de 1975, adota-se a sigla Banespa, com um faixa vermelha e outra preta ligando as letras SP, cores da bandeira do Estado de São Paulo, como o novo símbolo visual do banco. Além de um novo layout para as agencias e o padroniza em seus edifícios. Abre também uma linha de crédito para as estatais paulistas, sendo beneficiadas as Centrais Elétricas de São Paulo (CESP); a Rede de Estrada de Ferro de São Paulo (FEPASA); o Departamento Estadual de Estadas de Rodagens (DERSA); a Viação Aérea de São Paulo (VASP) e a Companhia do Metropolitano de São Paulo (CMSP).[carece de fontes?]
O Banespa inicia a Década de 1980 com 674 agências e 17.937 funcionários. No final da década conta com um total de 37.919 funcionários e 1.332 pontos de atendimento.[carece de fontes?]

### Nova república.
O banco se moderniza, interligando sua rede de agências, instalando caixas eletrônicos, lançando a Rede Externa Banespa e o Plantão Banespa de Atendimento 24 horas. Incentiva, através do Conselho Municipal Banespa, vários projetos agrícolas no Estado de São Paulo como: o Cinturão Verde, São Paulo vai a Campo e outros. Lança também o Prêmio Banespa de Produtividade Agrícola. Essas ações permitiram a manutenção da sua posição de destaque no cenário financeiro nacional.[carece de fontes?] Internamente, dinamiza as relações de trabalho com a criação da Diretoria de Representação dos Funcionários - DIREP com voz e voto nas reuniões de Diretoria do Banco, o Conselho de Representação - COREP e o Fundo Banespa de Seguridade Social - BANESPREV[carece de fontes?]
O Banespa incorpora o Banco de Desenvolvimento do Estado de São Paulo - BADESP e transforma-se em banco múltiplo que é composto pela carteira comercial (poupança); carteira de crédito; carteira de financiamento e investimento (crédito direto ao consumidor) e crédito imobiliário.[carece de fontes?]
No mês de dezembro, depois de seguidos meses de balanço negativo e dificuldade para fechamento do caixa diário, o Banespa sofre intervenção do Banco Central e passa a ser gerido pelo Sistema de Regime de Administração Especial Temporário (RAET), que vigora até 1996, quando 51% das ações do estado são transferidas para o Governo Federal.
Em junho de 1999, o nome Banespa é incorporado à razão social da instituição, passando, então, a denominar-se Banco do Estado de São Paulo - Banespa.[carece de fontes?] O banco continuou informatizando toda sua rede de agências e departamentos, bem como lançando o Netbanking e o Homebanking Banespa.[carece de fontes?]
O processo de privatização, iniciado em 1994, com a intervenção do Banco Central do Brasil, chega ao fim no ano de 2000. No dia 20 de novembro é leiloado, sendo arrematado pelo Grupo Santander Central Hispano.

## Cronologia

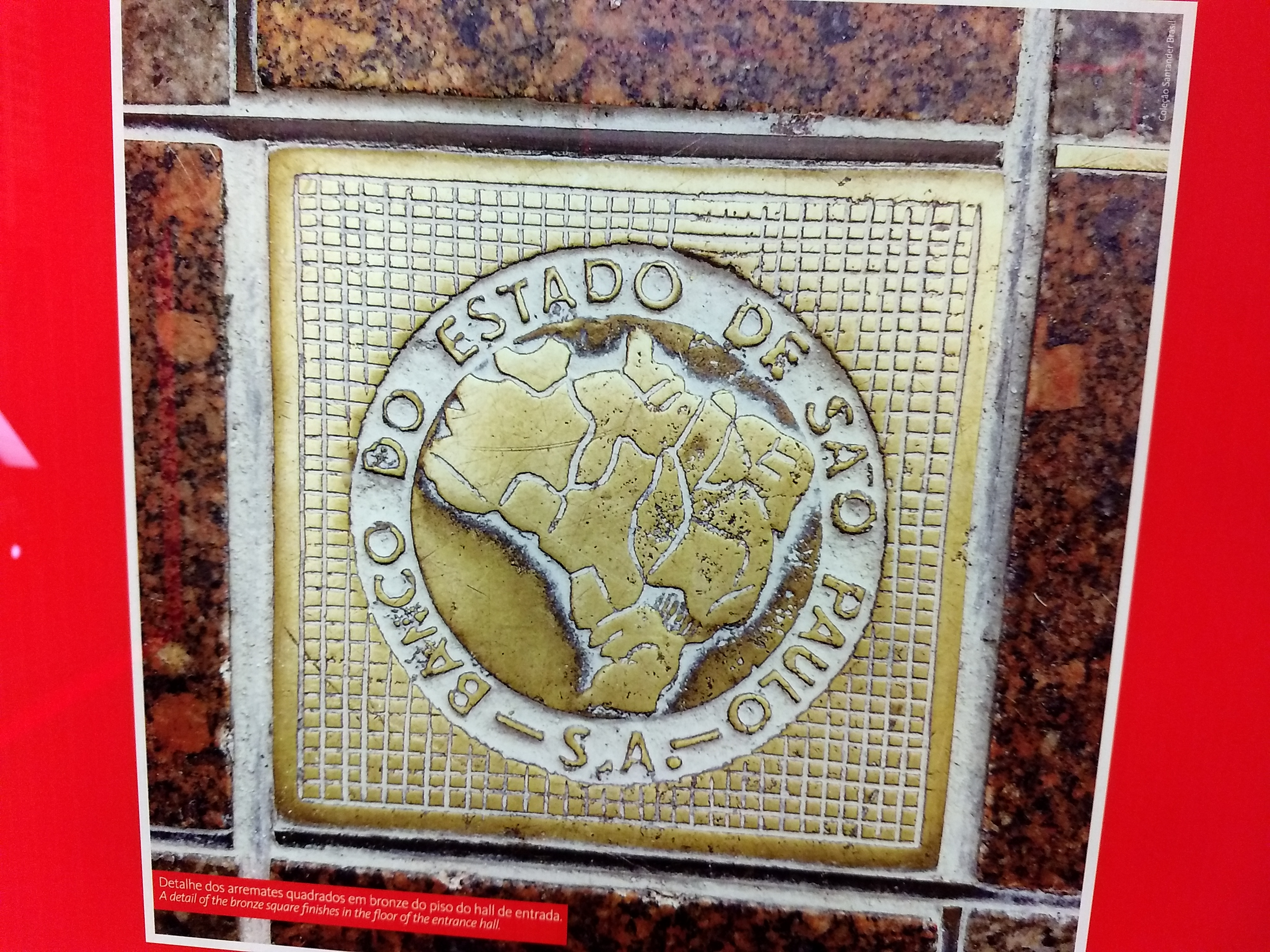
Antigo emblema do banco, no edifício onde localiza o atual Farol Santander.

### Década de 1900
1909
- 14 de junho – Criação do Banco de Crédito Hipotecário e Agrícola do Estado de São Paulo, convênio entre o Governo do Estado de São Paulo e J.Lost & Companie. Sede à Rua São Bento, nº 73. Seu primeiro presidente foi Ferdinand Pierre (que ficou no cargo até 8 de maio de 1923).[carece de fontes?]
- 17 de dezembro – Inauguração da primeira agência na cidade de Santos.[carece de fontes?]
- 22 de dezembro – Primeiro empréstimo hipotecário a Maria Augusta de Mendonça Duque, no valor de Rs80$000 (oitenta mil réis).[carece de fontes?]

### Década de 1920
1921
- Transferência da sede para Rua Wenceslau Brás, nº 11.[carece de fontes?]

1923
- 8 de maio – Posse de Altino Arantes Marques como presidente do banco.[carece de fontes?]

1924
- Reorganização do banco, concomitantemente á criação do Instituto Paulista de Defesa Permanente do Café.[carece de fontes?]

1926
- 4 de novembro – O Governo do Estado torna-se o acionista majoritário e o nome do banco muda para Banco do Estado de São Paulo.[carece de fontes?]

1927
- Transferência da sede para a Rua 15 de Novembro, n.º 41.[carece de fontes?]

### Década de 1930
1930
- Torna-se o primeiro banco a propiciar crédito agrícola no Brasil.[carece de fontes?]
- Financia pesquisas sobre o café junto ao Instituto Agronômico de Campinas.[carece de fontes?]
- 12 de março – Criação do Esporte Clube Banespa.[carece de fontes?]

1932
- 13 de janeiro – Admissão da primeira funcionária (Maria Eugênia Guimarães) no quadro funcional.
- Durante a Revolução Constitucionalista, é responsável pelo serviço de câmbio e distribuição da "moeda paulista".
- Instituição do novo Regulamento do Pessoal, redigido com a colaboração dos funcionários do banco.

1935
- Realização do primeiro concurso público para admissão de funcionários.
- Inauguração das primeiras agências no interior: Catanduva e Bauru.

1937
- 2 de maio – Inauguração da primeira agência em outro estado: Campo Grande, no Mato Grosso do Sul.
- Aprovação do Programa de Criação de Agências no interior de São Paulo.
- Financiamento para os municípios do interior: serviços de água, saneamento, estradas de rodagem e obras públicas.

1938
- Torna-se agente financeiro do Governo do Estado.
- Concessão de empréstimos a Companhia Mogiana de Estradas de Ferro.
- Concessão de empréstimos a Companhia Americana de Filmes S/A.

1939
- Inicia-se a política de assistência ao pequeno produtor rural.
- 27 de junho – Lançamento da pedra fundamental do edifício-sede.

### Década de 1940
1941
- 13 de março – Torna-se sócio fundador da Companhia Siderúrgica Nacional.

1942
- Sofre uma redução no seu quadro funcional devido a entrada do Brasil na guerra.

1945
- Concede donativos para as obras de construção da Catedral da Sé.
- Doação para "Fundos Universitários de Pesquisa" da Universidade de São Paulo (USP).

1947
- 27 de junho – Inauguração do edifício-sede, hoje edifício Altino Arantes.
- Instituída a caderneta individual dos correntistas do banco.

1948
- Abertura de empréstimos para aquisição de maquinário agrícola.
- 18 de novembro – Criação da Biblioteca Banespa.

1949
- Inauguração da agência do Rio de Janeiro, na época como a capital federal.
- Concessão de empréstimo a Estrada de Ferro Sorocabana.

### Década de 1950
1950
- Transforma-se em financiador do setor público e privado.[carece de fontes?]
- Instalação na torre do edifício Altino Arantes da primeira antena de TV do Brasil (na época era inaugurada a TV Tupi).[carece de fontes?]

1951
- Conta com 70 agências e 1.337 funcionários.[carece de fontes?]
- Intervenção no mercado de café para defesa do preço do produto.[carece de fontes?]
- 16 de março – Abertura da torre do edifício Altino Arantes para visitação pública.[carece de fontes?]
- 24 de abril – Patrocínio para a realização da I Bienal do Museu de Arte Moderna de São Paulo (exposição internacional).[carece de fontes?]

1954
- Participa das solenidades do IV Centenário da Cidade de São Paulo (inauguração do Parque do Ibirapuera e inauguração parcial da Catedral da Sé).[carece de fontes?]

1955
- Financia 26 películas, representando mais de 80% da produção nacional de filmes, através da Companhia Cinematográfica Vera Cruz.[carece de fontes?]

1959
- Inauguração da agência de Brasília, a então nova capital do Brasil.[carece de fontes?]

### Década de 1960
1960
- Lançamento de três fundos: "Expansão Agropecuária", "Expansão da Indústria de Base" e "Financiamento das Indústrias de Bens de Produção".[carece de fontes?]
- Passa a categoria mista: "Banco Comercial" e de "Desenvolvimento Econômico".[carece de fontes?]

1964
- Instalação da rede de telex e telecomunicação interligando matriz e agências, dentro e fora da cidade de São Paulo.[carece de fontes?]

1965
- Decisão da diretoria de premiar com um relógio de ouro, os funcionários com 30 anos de serviço.[carece de fontes?]
- 30 de julho – Criação do Museu Banespa.[carece de fontes?]

1966
- Único banco a adquirir autorização do Banco Central para executar o programa FUNFERTIL (Fundo de Estímulo Financeiro ao Uso de Fertilizantes e Suplementos Minerais).[carece de fontes?]
- Conta com 120 agências.[carece de fontes?]

1967
- Aquisição dos computadores UNIVAC.[carece de fontes?]
- Realização do primeiro concurso público com a participação de mulheres.[carece de fontes?]
- 14 de julho – Incorporação do Banco de Crédito Pessoal S/A, Banco Cordeiro S/A e Banco do Pará S/A.[carece de fontes?]
- Financiador do projeto do metrô de São Paulo.[carece de fontes?]
- No exterior, assume o papel de agenciador de créditos para investimentos em transporte e energia elétrica.[carece de fontes?]

1968
- 27 de junho – Criação da Caixa Beneficente dos Funcionários do Banco do Estado de São Paulo (CABESP).[carece de fontes?]
- 18 de junho – Aprovação pela Assembleia Geral Extraordinária dos novos estatutos, passo decisivo para a reestruturação administrativa do banco, adequando-o às novas tendências do sistema bancário brasileiro.[carece de fontes?]
- 2 de setembro – Incorporação do Banco Nacional da Lavoura e Comércio S/A.[carece de fontes?]
- 6 de dezembro – Instalação do primeiro posto especial de prestação de serviços (PAB) na Cidade Universitária da USP.[carece de fontes?]
- Definida a natureza de banco misto (comercial e de desenvolvimento).[carece de fontes?]
- Criação da Carteira de Desenvolvimento Econômico, que absorve as Carteiras de Expansão Econômica e Agrícola e da Carteira de Comércio Exterior e Câmbio.[carece de fontes?]

1969
- Instalação da agência Central, separando definitivamente a Administração Geral (ADGER) das funções operacionais diretas.
- Início da internacionalização do banco.[carece de fontes?]
- Instalação do primeiro escritório internacional em Nova York, nos Estados Unidos (transformado em agência em 1973).[carece de fontes?]
- Incorporação da Casa Bancária Irmão Malzone S/A e sua coligada, transformando-se posteriormente em Banespa S/A Serviços Técnicos e Administrativos (BANESER).[carece de fontes?]

### Década de 1970
1970
- 7 de janeiro – Incorporação do Banco J. Nigro S/A.[carece de fontes?]
- Transformação em sociedade de capital aberto.[carece de fontes?]
- Lançamento do novo logotipo (círculo com estrutura filigranada que lembra o papel moeda).[carece de fontes?]
- Inauguração da agência Londres, primeira representação bancária latino-americana na capital inglesa.[carece de fontes?]
- 2 de junho – Incorporação do Banco Intercontinental.[carece de fontes?]
- Conta com 229 agências, sendo 50 na grande São Paulo, 130 no interior e 49 em outros estados.[carece de fontes?]

1971
- 16 de março – Incorporação do Banco Pagano S/A.[carece de fontes?]
- Aquisição de um terreno situado no bairro de Pirituba, na cidade de São Paulo para instalação de um moderno Centro de Processamento Eletrônico de Dados.[carece de fontes?]
- A automação bancária chega definitivamente ao banco com a aquisição de dois computadores de 3ª geração.[carece de fontes?]
- Adesão ao sistema de cartão de crédito ELO.[carece de fontes?]
- Implantação do serviço de atendimento direto ao público (Caixas Executivos).[carece de fontes?]
- Conta com 10.712 funcionários.[carece de fontes?]
- 2 de setembro – É criado o Cheque Especial Banespa.[carece de fontes?]
- Inauguração da Colônia de Férias dos Funcionários do Banco do Estado de São Paulo, no Guarujá.[carece de fontes?]

1972
- Início do funcionamento do Banespa S/A Distribuidora de Títulos e Valores Mobiliários.[carece de fontes?]

1973
- Criação do Programa de Financiamento a Pequena e Média Empresa (PROPEME).[carece de fontes?]
- Implantação da politica de aperfeiçoamento do potencial humano, realizando treinamento intensivo em todas as áreas técnicas e administrativas.[carece de fontes?]
- 3 de agosto – Inauguração do Núcleo de Administração e Serviços Banespa (NASBE).[carece de fontes?]
- Criação dos "Núcleos Regionais Banespa".[carece de fontes?]
- Criação da Banespa Corretora, a partir da compra do Escritório Pires Germano S/A Corretagem de Câmbio e Títulos.[carece de fontes?]

1974
- 10 de janeiro – Incorporação do Banco de São Paulo e de todo o conglomerado das empresas emissor.[carece de fontes?]
- Formação do conglomerado e utilização da sigla: "Grupo Financeiro Banespa", composto por: Banco do Estado de São Paulo; Banespa S/A Corretora de Câmbio e Títulos; Banespa S/A Crédito, Financiamentos e Investimentos; Banespa S/A Distribuidora de Títulos e Valores Mobiliários; Banespa S/A Turismo, Passagens e Serviços; Banespa S/A Corretora de Seguros; Banespa S/A Serviços Técnicos e Administrativos e Cigebrás S/A Mineração, Indústria e Comércio.[carece de fontes?]
- Lançamento do Programa de Fomento do Vale do Ribeira.[carece de fontes?]
- Torna-se "agente emissor" das Obrigações Reajustáveis do Tesouro Paulista.[carece de fontes?]
- 13 de setembro – Aquisição do edifício Patriarca (antigo "Conde Matarazzo").[carece de fontes?]

1975
- Inauguração de oito centros de computação regional: Rio de Janeiro, Ribeirão Preto, Limeira, Presidente Prudente, Bauru, Araçatuba, São José do Rio Preto e Capão Bonito.[carece de fontes?]
- Criação e instituição da nova identificação visual.[carece de fontes?]
- Inauguração da agência e do edifício Patriarca.[carece de fontes?]

1976
- Criação do programa social "Projeto Garoto Banespa".[carece de fontes?]
- Criação das gerências regionais.[carece de fontes?]

1977
- Adoção da marca: "Banespa" (novo logotipo)[carece de fontes?]
- Adoção do slogan: "O Banco de um Novo Tempo".[carece de fontes?]
- Criação da diretoria de pessoal.[carece de fontes?]
- Reestruturação do banco, adaptação à Lei das S.A.[carece de fontes?]

1978
- Implantação do Plano Diretor de Informática.[carece de fontes?]
- Padronização do mobiliário (cor verde).[carece de fontes?]
- I Integração Esportiva e Cultural Banespa (10.850 participantes).[carece de fontes?]
- Inauguração do edifício Banespa (anexo ao Edifício Altino Arantes).[carece de fontes?]

1979
- Realiza empréstimos de vulto às estatais paulistas como a CESP, a FEPASA, DERSA, VASP e METRÔ.[carece de fontes?]

### Década de 1980
1980
- Conta com 674 agências.[carece de fontes?]

1981
- Desenvolvimento de terminais de caixa pilotos, visando a modernização e dinamização no atendimento a clientes.[carece de fontes?]
- Lançamento da Poupança Especial Banespa.[carece de fontes?]

1982
- São adquiridos, distribuídos e instalados conjuntos tecnológicos para automação das agências e funcionamento on-line (COBRA).[carece de fontes?]
- Assinatura do convênio de participação no Sistema de Cobrança da Associação dos Bancos Comerciais Estaduais.[carece de fontes?]
- 20 de maio – Criação da Associação Banespiana de Assistência Social (ABAS).[carece de fontes?]

1983
- 21 de novembro – Entrada na rede SWIFT através da agência de Amsterdam, na Holanda, em funcionamento desde 1979, destinada à transmissão de mensagens bancárias internacionais, sem fins lucrativos.[carece de fontes?]

1984
- Implantação do Conselho Municipal Banespa (CMB), voltado para a agricultura, micro, pequenas e médias empresas, desenvolvimento social e ecologia, são agremiações constituídas por lideranças municipais, sob a coordenação da gerência da agência local.[carece de fontes?]
- 25 de outubro – Primeira eleição da DIREP/COREP (Diretoria e Conselho de Representação dos Funcionários).[carece de fontes?]
- Criação do BANESPA-EX, programa de apoio às exportações, especialmente para as pequenas e médias empresas, em conjunto com a Secretaria da Indústria e Comércio.[carece de fontes?]
- Criação do programa "Cinturão Verde", que beneficia o mini e pequeno agricultor.[carece de fontes?]
- Criação do Pró-Cultura Banespa, em parceria com a Secretaria da Cultura para reequipar as bibliotecas das pequenas e médias cidades do estado.[carece de fontes?]

1985
- Criação da Associação de Pais Banespianos de Excepcionais (APABEX).[carece de fontes?]
- Totaliza 557 agências.[carece de fontes?]

1986
- Criação do LATINEQUIP, empresa multinacional, constituída pelo Banespa, pelo Banco de la Provincia de Buenos Aires e pela Nacional Financiera (México), tendo por objetivos promover a exportação de bens de capital e serviços de engenharia dos países envolvidos.[carece de fontes?]
- Criação do "Saque Especial Banespa".[carece de fontes?]
- Integração do sistema "Verde-amarelo", em cooperação com os demais bancos estaduais.[carece de fontes?]
- Criação do Programa de Combate à Erosão.[carece de fontes?]
- Criação do Plano Comunitário de Pavimentação (PCP) em parceria com as prefeituras.[carece de fontes?]
- Totaliza 31.000 funcionários, 560 agências no país e 21 no exterior. É o primeiro banco em expansão e o terceiro colocado em volume de depósitos.[carece de fontes?]

1987
- 17 de fevereiro – Criação do Fundo Banespa de Seguridade Social (BANESPREV).[carece de fontes?]
- Lançamento do Prêmio Banespa de Produtividade Agrícola (participação de 10.000 agricultores e produtores rurais).[carece de fontes?]
- Início das operações de "Hot Money", sistema de crédito para grandes empresas, caracterizado pelo curto prazo das operações, valores expressivos e aprovação imediata das propostas.[carece de fontes?]
- Criação do programa "São Paulo vai a Campo", que realiza cursos com cerca de 80 temas diferentes.[carece de fontes?]

1988
- Extinção da Banespa Distribuidora de Títulos e Valores Mobiliários.[carece de fontes?]
- Extinção da Paulistur Cia. Turismo (controlada pelo banco).[carece de fontes?]
- Transformação da Banespa S/A Crédito Financiamento e Investimento em empresa de leasing, com o nome de Banespa S/A Arrendamento Mercantil.[carece de fontes?]
- Conta com 1.332 pontos de atendimento e 37.440 funcionários.[carece de fontes?]
- Lançamento dos produtos: Clube Banespa Ouro (CBO); Patrimônio Individual do Trabalhador (PAIT); Cobrança Especial Banespa e o Cartão Personalizado Banespa.[carece de fontes?]
- Implantação do projeto "Plantão Banespa".[carece de fontes?]
- Criação do SAC (Serviço de Atendimento ao Cliente Banespa).[carece de fontes?]
- 20 de dezembro – Criação do banco múltiplo na forma da resolução 1524 de 21/09/1988.[carece de fontes?]

1989
- Implantação da nova classificação para as agências: especiais, grandes, médias e pequenas.[carece de fontes?]
- Implantação do projeto "Rede Externa Banespa" e instalação de caixas automáticos (ATM's).[carece de fontes?]
- 3 de abril – Patrocina o Prêmio Líbero Badaró de Jornalismo.[carece de fontes?]

### Década de 1990
1990
- 17 de janeiro – Aprovação da transformação em banco múltiplo: carteira comercial (poupança); carteira de crédito, financiamento e investimento (crédito direto ao consumidor); crédito imobiliário.[carece de fontes?]
- Transferência do Museu Banespa para a nova sede no 5º andar do Edifício Patriarca.[carece de fontes?]
- 14 de dezembro – Incorporação do Banco de Desenvolvimento do Estado de São Paulo (BADESP).[carece de fontes?]

1991
- Atua como agente efetivo de acordo com as diretrizes do Fórum Paulista de Desenvolvimento.[carece de fontes?]

1992
- 25 de fevereiro – Programa Banespa de Pagamento em Equivalência de Produtos.[carece de fontes?]
- Criação do Banque Banespa International S/A, subsidiária com controle acionário total do Banespa, instalada em Luxemburgo.[carece de fontes?]
- Implantação do programa "Prêmio Banespa de Produtividade" para a área rural.[carece de fontes?]
- Criação do Programa Banespa de Apoio à Produção Cinematográfica.[carece de fontes?]
- Patrocínio ao esporte: Fórmula 3, tênis de campo, tênis de mesa, hipismo, natação e o Projeto Voleibol Banespa.[carece de fontes?]
- Implantação do Balanço Social, um instrumento de gestão e de informação que descreve o desempenho econômico, financeiro e social da empresa na comunidade onde está inserida.[carece de fontes?]
- Passa a ser o principal agente na aplicação de recursos provenientes do BNDES, firmando 124 contratos financeiros para pequenas e médias empresas.[carece de fontes?]
- Lançamento do concurso "Olhe e Descubra o Centro de São Paulo", patrocinado pelo Museu Banespa.[carece de fontes?]
- Reunião Plena de Diretoria reconhece como data oficial de fundação do Banespa o dia 14.06.1909.[carece de fontes?]
- Implantação do código de barras na rede.[carece de fontes?]

1993
- Criação do PROMAX (Processo de Qualidade Máxima Banespa).[carece de fontes?]
- Implantação da "Gestão de Desempenho" para os funcionários do banco.[carece de fontes?]
- Lançamento de dois concursos: Prêmio Banespa de Conservação do Solo e Prêmio Banespa Agroambiental.[carece de fontes?]
- Financia a restauração do Viaduto do Chá.[carece de fontes?]
- Lançamento do Primeiro Eurobônus do Banespa no mercado financeiro.[carece de fontes?]

1994
- Lançamento do Cartão de Crédito Banespa Visa.[carece de fontes?]
- Lançamento do Banespa Visa Wordwide, em Miami.[carece de fontes?]
- 31 de dezembro – Início do Regime de Administração Especial Temporário (RAET).[carece de fontes?]

1995
- Lançamento do Projeto Dekassegui que, através de um trabalho conjunto entre a rede no Brasil e a agência Tóquio, criou uma série de facilidades para os brasileiros descendentes de japoneses que trabalham no Japão.[carece de fontes?]
- Criação do site ("www.banespa.com.br")[carece de fontes?]
- Irriga financeiramente a economia do Vale do Paraíba, com produtos como cager, leasing, crédito imobiliário e especialmente o crédito rural.[carece de fontes?]

1996
- Lançamento do Programa Banespa Universidades, atingindo 112 mil correntistas, pertencentes a 31 universidades brasileiras.[carece de fontes?]
- 27 de novembro – Assinatura do acordo que passa para a União 51% das ações do Banespa pertencentes ao governo paulista.[5][6]
- Lançamento do Cheque Classe Especial.[carece de fontes?]
- 1 de outubro – Reabertura da torre do edifício Altino Arantes para visitação pública e de exposição fotográfica, organizada pelo Museu Banespa, sobre a história da construção do edifício.[carece de fontes?]
- Criação do Espaço Cultural Banespa-Paulista.[carece de fontes?]

1997
- Concessão de financiamentos para cinema nacional. Foram destinados R$ 14,5 milhões para aquisição de certificados de investimentos audiovisuais de 18 filmes.[carece de fontes?]
- Programa "Banespa Fórum", visando atendimento a clientes ligados ao Poder Judiciário, Tribunais de Contas e Ministério Público.[carece de fontes?]
- Lançamento do Netbanking Banespa.[carece de fontes?]
- Lançamento do Business Card Banespa Visa, destinado aos clientes pessoas jurídicas.[carece de fontes?]

1998
- 20 de outubro – Lançamento oficial do "Banespa Jovem", conjunto de produtos que buscam criar fidelidades/afinidade com a camada mais jovem da população.[carece de fontes?]
- A revista Exame, na edição Melhores e Maiores, classifica-o como terceiro maior banco do país, com patrimônio líquido de R$ 4,1 bilhões.[carece de fontes?]
- Lançamento dos PAA's (Postos de Atendimento Avançado), consolidando a parceria banco-prefeituras.[carece de fontes?]
- Financiamento do primeiro simulador cirúrgico (equipamento com formato humano, capaz de simular todas as reações de uma pessoa submetida a uma cirurgia) do país.[carece de fontes?]
- 17 de dezembro – Inauguração do primeiro quiosque de Saque Dólar Banespa, localizado na Cidade Universitária.[carece de fontes?]

1999
- janeiro – O Netbanking é acessado por 80 mil clientes cadastrados.[carece de fontes?]
- 1 de fevereiro – Jornal Banespiano completa 10 anos.[carece de fontes?]
- Lançamento do CD-ROM: "Banco Imobiliário 2000" em parceria com a Estrela e a manufatura UEBTV.[carece de fontes?]
- 24 de fevereiro – Instalação do PAB-UFSCAR na Universidade Federal de São Carlos.[carece de fontes?]
- De um total de 576 dependências, 504 possuem porta giratória.[carece de fontes?]
- março – Prefeitura Municipal de São Paulo concede isenção do IPTU ao banco, pela preservação da fachada do edifício Patriarca (antigo Edifício Conde Francisco Matarazzo).[carece de fontes?]
- março – Lançamento do Netcommerce ou Shopping Virtual.[carece de fontes?]
- maio – Banespa Serviços comemora 30 anos e recebe o título ISO 9002, conferido à empresa pela Fundação Carlos Alberto Vanzolini.[carece de fontes?]
- Nova configuração da Intranet, valorizando a imagem símbolo do Banespa e simplificando o acesso dos funcionários à informação.[carece de fontes?]
- Totaliza 20.657 funcionários, 1.350 pontos de atendimento no território nacional e 12 no exterior.[carece de fontes?]
- Patrocínio à Escola Superior de Música para restauração e reforma do Complexo Cultural Júlio Prestes no prédio do antigo DOPS.[carece de fontes?]
- 14 de junho – Comemora 90 anos com a abertura da exposição histórica "Banespa 90 anos" no edifício Patriarca e lançamento do selo comemorativo.[carece de fontes?]
- 29 de agosto – Realização da "Corrida dos Degraus Banespa", percorrendo 32 andares, 820 degraus, a exemplo da "Anual Empire State Building Run Up", que ocorre todos os anos em Nova York.[carece de fontes?]
- Comitê Betinho dos Funcionários do Banespa completa 6 anos de ação pela cidadania e é classificado entre as 5 melhores entidades do município de São Paulo, recebe o Prêmio Betinho de Cidadania - um diploma de mérito pelo trabalho em defesa dos direitos humanos.[carece de fontes?]
- 17 de dezembro – Agência de Santos comemora 90 anos.[carece de fontes?]
- Restauração das portarias e do saguão do edifício Altino Arantes. Executou-se o polimento das pedras e a demolição de todo o forro – deixando, novamente aparente, as sancas de aço inox com arremates em cobre.[carece de fontes?]
- Foram destinados pelo Banespa e coligadas - R$ 5.813 milhões para 17 projetos de longa-metragem.[carece de fontes?]
- Compra do acervo fotográfico do colecionador Carlos Eugênio M. de Moura para doação ao Museu Paulista.[carece de fontes?]
- Patrocínio para recuperação das instalações elétricas da Igreja do Bom Jesus da Cana Verde, em Batatais.[carece de fontes?]

### Década de 2000
2000
- fevereiro – Diretoria do banco prepara o processo de privatização lançando informes, cartilhas e cartas ao funcionalismo.[carece de fontes?]
- fevereiro – A decoração natalina do edifício Altino Arantes, do ano de 1999, recebeu troféu pela conquista do primeiro lugar do concurso "Centro em Vitrine".[carece de fontes?]
- Totaliza 531 agências, 696 PABs, atua em 407 municípios, em 93 desses municípios a agência Banespa era a única agência bancária e 6 PAAs.[carece de fontes?]
- 15 de maio – Inauguração do Auditório Banespa na Pontifícia Universidade Católica de São Paulo (PUC-SP), em homenagem ao banco pelo patrocínio ao projeto de modernização da Biblioteca Central Reitora Nadir Kfouri.[carece de fontes?]
- 20 de novembro – O processo de privatização é finalizado. O Banespa é arrematado em leilão e incorporado ao Grupo Santander Central Hispano.[carece de fontes?]

## Edifício-sede
Banco do Estado de São Paulo SA no final da década de 1930 passava por um período de grande expansão e sua diretoria planejava transferir-se para um edifício mais condizente com as dimensões alcançadas pela Empresa.[carece de fontes?]
A Diretoria então adquire um terreno na Praça Ramos de Azevedo, em frente ao Teatro Municipal de São Paulo, onde constrói seu edifício-sede (hoje Loja Casas Bahia). No entanto, sua localização era distante do centro bancário da cidade, compreendido pelo triângulo formado pelas ruas São Bento, Quinze de Novembro, Direita e adjacências.[carece de fontes?]
A Santa Casa de Misericórdia de São Paulo possuía o Edifício João Brícola, na Rua João Brícola. Entrando em entendimentos - Irmandade e Diretoria do Banco permutam os prédios. A Diretoria do Banco adquire mais três prédios na Rua Boa Vista. Todos são demoli[carece de fontes?]dos e inicia-se a construção do edifício-sede, no remate da Avenida São João, na confluência da Praça Antônio Prado com a Rua João Brícola e com saída para a Rua Boa Vista.
Projetado por Plínio Botelho do Amaral, o edifício sofreu adaptações no projeto original e foi construído pela firma Camargo & Mesquita. Sua construção durou oito anos, sendo inaugurado em 27 de junho de 1947.[carece de fontes?]
Todo em concreto armado, o edifício possui 161,22 metros de altura, 35 andares, 14 elevadores, 900 degraus e 1119 janelas. Foi considerado em 1948, pela revista francesa "Science et Vie", a maior estrutura de concreto armado do mundo, pois, à época, os maiores prédios norte-americanos, incluindo o Empire State Building, de Nova Iorque, eram de estrutura metálica. Foi também durante 20 anos o prédio mais alto da cidade.[carece de fontes?]
Nos anos 1950, a TV Tupi tinha sua antena transmissora localizada no alto do edifício. Na década seguinte, foi a vez da TV Cultura.[carece de fontes?]
Na década de 1960, o edifício-sede passou a denominar-se Altino Arantes, em homenagem ao primeiro presidente brasileiro do Banco, a partir de 22 de setembro de 1927, data da assembleia de fundação. Antes de assumir a presidência do Banespa, Altino Arantes havia sido presidente do estado de São Paulo, entre 1916 e 1920.[carece de fontes?]
Com mais de meio século, o edifício teve poucas alterações externas: passou por limpezas, recomposição de trechos da fachada, ganhou nova iluminação e a instalação do logotipo luminoso no alto da torre.[carece de fontes?]
Seu interior, ao contrário da parte externa, sofreu várias alterações que exigiram, no ano de 1990, a intervenção do Museu Banespa, com a elaboração do Projeto de Preservação do Patrimônio Histórico, Arquitetônico e Artístico do Banespa, tombando algumas áreas do edifício. O objetivo do tombamento é de preservar a memória cultural da história do Banespa e evitar futuras reformas ou modificações que venham a implicar a alteração das características originais do edifício.[carece de fontes?]
As áreas tombadas no Edifício Altino Arantes são: o Hall e as Galerias; a Caixa Forte; o 5º e 6º andar e a Torre, no 35º andar[carece de fontes?]

### Hall e Galerias (Saguão)

#### Características originais
- Piso com elementos em granito polido, granito esmerilhado e bronze;[carece de fontes?]
- Paredes revestidas com plano de mármores;[carece de fontes?]
- Grades artisticas executadas pela Cia. Brasileira de Construção Fichet e Schwartz- Hautmont;[carece de fontes?]
- Lustres, arandelas e emblemas do piso adquiridos da Metal Tupy - Paulo Murin[carece de fontes?]

#### Alterações
- O grande balcão que circundava o hall, bem como os balcões centrais foram retirados;[carece de fontes?]
- A porta do fundo do saguão era central e inicialmente revestida em mármore Cantagalo vermelho. Hoje a porta acha-se deslocada para o lado esquerdo do observador e seu revestimento foi substituído por granito rosa;[carece de fontes?]
- Foram acrescentados, em 1988, gradis de ferro justapostos às janelas de iluminação, no fundo do salão, que anteriormente possuíam vidros leitosos, definidos no projeto original;[carece de fontes?]
- O teto principal do salão, com "chapas duras" (do tipo Eucatex ou Duratex) foi substituído pelo atual em alumínio, e foi instalado o lustre central em estilo diverso às arandelas originais;[carece de fontes?]
- Acréscimo do anteparo de vidro da porta principal[carece de fontes?]

### Caixa Forte

#### Características originais
- Material para construção, adquirido de York Safe & Loke Co., de New York, em 1940;[carece de fontes?]
- Portas circulares, pesando 16 toneladss cada;[carece de fontes?]
- Zona de cofres de aluguel equipada com 2.000 cofres de tamanhos diversos;[carece de fontes?]
- Mobiliário planejado especificamente para a área;[carece de fontes?]
- A Caixa Forte encontra-se em muito bom estado de conservação, mantendo todas as características da época de inauguração[carece de fontes?]

### 5º andar

#### Características originais
- Destinado inicialmente à Presidência e Diretorias;[carece de fontes?]
- Todo o andar é revestido em jacarandá paulista, cujos lambris foram executados pelo Liceu de Artes e Ofícios de São Paulo;[carece de fontes?]
- Móveis da decoração igualmente executados pelo Liceu de Artes e Oficios de São Paulo[carece de fontes?]

#### Observações
- Os lustres e lambris foram restaurados;[carece de fontes?]
- No Salão Nobre, corredores de acesso e ante-sala está instalada a "Galeria dos ex-presidentes" do banco[carece de fontes?]

### 6º andar
- Este andar foi inteiramente reformado em 1968/69 para acomodar a presidência e parte das diretorias;[carece de fontes?]
- A decoração original é de Henrique Vieira da Silva[carece de fontes?]

### Alguns dados do edifício
- Altura do prédio: 161,22 m[carece de fontes?]
- Altura do farol: 11,7 m[carece de fontes?]
- Altura do mastro da bandeira: 9 m[carece de fontes?]
- Tamanho da bandeira: 5,40 x 7,72 m[carece de fontes?]
- Altura do grande hall: 16 m[carece de fontes?]
- Raio de visibilidade da torre: 40.000 m[carece de fontes?]
- Velocidade dos elevadores por minuto: 210 m[carece de fontes?]
- Número de andares: 35[carece de fontes?]
- Número de degraus: 900[carece de fontes?]
- Número de elevadores: 14[carece de fontes?]
- Número de janelas: 1119[carece de fontes?]
- Peso do edifício: 45.500.000 kg[carece de fontes?]
- Cofres de aluguel: 2000[carece de fontes?]
- Reservatório de água: 500.00[carece de fontes?]